# Myrsidea quadrifasciata
Myrsidea quadrifasciata är en insektsart som först beskrevs av Piaget 1880.  Myrsidea quadrifasciata ingår i släktet sadellöss, och familjen spolätare. Arten är reproducerande i Sverige.